# Ophiothrix aristulata
Ophiothrix aristulata is een slangster uit de familie Ophiotrichidae.
De wetenschappelijke naam van de soort werd in 1879 gepubliceerd door Theodore Lyman.